# EREMS
 (février 2020).
EREMS (acronyme de Études et réalisations électroniques et micro-systèmes, désormais Études et réalisations électroniques Développements logiciels) est une société française travaillant essentiellement dans le secteur spatial qui fournit l'électronique d'équipements et d'instruments embarqués notamment à bord de satellites ainsi que des équipements sols et des bancs de test. La société, créée en 1979, compte 145 salariés dont 65% d'ingénieurs et 25% de techniciens supérieurs. EREMS est implantée à Flourens à 10 kilomètres à l'est de Toulouse. Elle a réalisé en 2019 un chiffre d'affaires de 12 millions €,.